# بوب كاري (لاعب كرة قدم أمريكية)
بوب كاري (بالإنجليزية: Bob Carey) هو لاعب كرة قدم أمريكية أمريكي، ولد في 8 فبراير 1930 في شارليفوي في الولايات المتحدة، وتوفي في 25 أكتوبر 1988.